# Colin Thurston
Colin Thurston, född 1947 i Singapore, död 15 januari 2007, var en brittisk musikproducent.
Thurston inledde sin karriär som ljudtekniker i mitten av 1970-talet. Han var ljudtekniker på Iggy Pops album Lust for Life och David Bowies album "Heroes", båda 1977, och producerade sitt första album, Magazines Secondhand Daylight, 1979. Han blev känd som producent av Duran Durans två första album Duran Duran (1981) och Rio (1982).